# Тангайл (зіла)
Тангайл (бенг. টাঙ্গাইল জেলা) — округ в центральній частині Бангладеш, в області Дака. Утворений 1969 року. Адміністративний центр — місто Тангайл. Площа округу — 3424 км². За даними перепису 2001 року населення округу становило 3 253 961 чоловік. Рівень писемності дорослого населення становив 29,6 %, що значно нижче за середній рівень по Бангладеш (43,1 %). 91,52 % населення округу сповідувало іслам, 7,86 % — індуїзм.

## Адміністративно-територіальний поділ
Округ складається з 12 підокругів (upazilas):
1. Тангайл-Садар (Тангайл)
2. Басайл (Басайл)
3. Сакхіпур (Сакхіпур)
4. Мадхупур (Мадхупур)
5. Гхатайл (Гхатайл)
6. Каліхаті (Каліхаті)
7. Нагарпур (Нагарпур)
8. Мірзапур (Мірзапур)
9. Гопалпур (Гопалпур)
10. Делдуар (Делдуар)
11. Бхуапур (Бхуапур)
12. Дханбарі (Дханбарі)